# Peruwiańscy arcymistrzowie szachowi
Lista peruwiańskich szachistów, posiadających tytuły arcymistrzów (GM) i arcymistrzyń (WGM), zarówno w grze klasycznej, korespondencyjnej, kompozycji szachowej, jak i w rozwiązywaniu zadań szachowych oraz tytuły arcymistrzów honorowych (HGM), przyznawanych za osiągnięcia w przeszłości. Obejmuje także zawodników, którzy barwy Peru reprezentowali tylko w pewnym okresie swojego życia.

## Szachy klasyczne

### arcymistrzowie
| Zawodnicy                       | Rok urodzenia | Rok śmierci | Rok nadania | Uwagi                          |
| ------------------------------- | ------------- | ----------- | ----------- | ------------------------------ |
| Esteban Canal                   | 1896          | 1981        | 1977        | później Włochy, tytuł honorowy |
| Georgui Castañeda               | 1976          |             | 2009        | wcześniej Rosja                |
| Jorge Cori Tello                | 1995          |             | 2010        |                                |
| Emilio Córdova                  | 1991          |             | 2008        |                                |
| Cristhian Cruz Sánchez          | 1992          |             | 2012        |                                |
| Julio Granda Zuñiga             | 1967          |             | 1986        |                                |
| Miguel Muñoz Pantoja            | 1975          |             | 2012        | obecnie Hiszpania              |
| Orestes Rodríguez Vargas        | 1943          |             | 1978        | obecnie Hiszpania              |
| Henry Urday Cáceres             | 1967          |             | 1992        |                                |
| José Eduardo Martínez Alcántara | 1999          |             | 2018        |                                |

### arcymistrzynie
| Zawodniczki      | Rok urodzenia | Rok śmierci | Rok nadania | Uwagi |
| ---------------- | ------------- | ----------- | ----------- | ----- |
| Deysi Cori Tello | 1993          |             | 2010        |       |

## Szachy korespondencyjne

### arcymistrzowie
| Zawodnicy              | Rok urodzenia | Rok śmierci | Rok nadania | Uwagi |
| ---------------------- | ------------- | ----------- | ----------- | ----- |
| Angel Acevedo Villalba | ?             |             | 2005        |       |